# Andrée Marlière
Andrée Marlière, née le 22 février 1934 à Anvers et morte le 10 janvier 2008 à Wilrijk, est une danseuse, chorégraphe et peintre belge. Elle fait partie de prestigieuses compagnies européennes où elle est danseuse soliste ou danseuse étoile : le Théâtre de la Monnaie, le Koninklijke Vlaamse Opera d'Anvers, le Berliner Ballett, le ballet Jean Babilée, le Ballet du XXe siècle de Maurice Béjart, le Deutsche Oper am Rhein à Düsseldorf et le Ballet royal de Flandres.
Elle travaille, entre autres avec Maurice Béjart et joue un rôle important avec Jeanne Brabants dans l'organisation du Ballet royal de Flandre.
Après 1971, elle est maîtresse de ballet et travaille avec de grands chorégraphes à la répétition de leurs ballets.

## Formation
Andrée Isabelle Germaine Marlier est née à Anvers, le  22 février 1934. Elle commence la danse à l'âge de huit ans avec Monique Querida, danseuse étoile au Théâtre de la Monnaie à Bruxelles, et avec Mina Del Fa, danseuse soliste à la Scala de Milan. Elle suit aussi des cours de perfectionnement à Paris avec  Victor Gsovsky et Madame Rousanne (Rousanne Sarkissian). De 1948 à 1950, elle suit des cours à la Sadler's Wells Ballet School de Londres avec John Field et Ninette de Valois.

## Le Ballet
À l'âge de 12 ans, elle se produit avec André Leclair au Gala Querida au Palais des Beaux Arts de Bruxelles. En 1950, elle danse à Florence avec le Maggio Musicale Florentino. De 1950 à 1951, elle fait partie du corps de ballet du Théâtre de la Monnaie et de 1951 à 1957, elle est danseuse soliste au Koninklijke Vlaamse Opera d'Anvers.
En 1957, elle est engagée au Ballet de Berlin. C'est le début de sa carrière internationale, durant laquelle elle danse avec différentes compagnies avec lesquelles elle fait plusieurs tournées internationales.

### Opéra royal flamand (1951-1957
- Namouna (Suite en Blanc) - Jacques Milliand - Édouard Lalo
- Chout - Jacques Milliand - Sergueï Prokofiev
- De duivel in het dorp - Jacques Milliand - Fran Lotka
- Vlaamse dansen - Jeanne Brabants - Jan Blockx
- Judith - Jacques Milliand - Renier van der Velden
- Sérénade - Jacques Milliand - Piotr Ilitch Tchaïkovski
- L'Oiseau de feu - Jacques Milliand - Igor Stravinsky
- et dans plusieurs opéras : Faust, Carmen, Le Prince Igor

### Berliner Ballett (première danseuse, 1957-1958),
Au Berliner Ballett, Andrée Marlière interprète les premiers rôles au Berliner Ballett et obtient tout de suite de vifs éloges de la presse allemande.
- Hamlet - Tatjana Gsovsky - Boris Blacher
- Kapittel IV - Tatjana Gsovsky - Peter Sandhoff
- Orpheo - Tatjana Gsovsky - Franz Liszt
- Variaciones Sinfonicas - Tatjana Gsovsky - Robert Schumann
- Joan de Zarissa - Tatjana Gsovsky - Werner Egk
- Rigoletto - Sana Dolsky - Giuseppe Verdi et Franz Liszt
- Kleiner Sketch - Pépé Urbani - Darius Milhaud
- La Dame aux camélias (en remplacement d'Yvette Chauviré) - Tatjana Gsovsky - Henry Sauget

### Compagnie Jean Babilée (première soliste, 1958-1959),
- La Boucle - Jean Babilée - Georges Delerue
- L'Oiseau bleu - Marius Petipa - Piotr Ilitch Tchaïkovski
- Printemps - Ives Brieux - Alexandre Glazounov
- Namouna (Suite en blanc) - Serge Lifar - Édouard Lalo
- Balance à trois - Jean Babilée - Jean-Michel Damase
- Balletino - Dick Sanders - Jacques Ibert

### Grand Ballet du Marquis de Cuevas(danseuse soliste, 1959)
Le répertoire classique

### Ballet de la Monnaie et le Ballet duXXesiècle(première soliste, 1959-1964)
- Les Contes d'Hoffman - Maurice Béjart - Jacques Offenbach
- Jeux de cartes - Janine Charrat - Igor Stravinsky
- Pulcinella - Maurice Béjart - Igor Stravinsky
- Les 4 fils Aymon - Maurice Béjart, Janine Charrat - Fernand Schirren[4]
- Haut Voltage - Maurice Béjart - Jean-Michel Damase
- Concerto - Janine Charrat - Sergueï Prokofiev
- Orphée - Maurice Béjart - Pierre Henry
- Divertimento - Maurice Béjart - Arrangement de percussions
- Suite Bartok - Milko Sparemblek - Bela Bartok
- Démonstration - Assaf Messerer - Classmusic
- La Péri - Jean-Jacques Etchevery - Paul Dukas
- Un si doux tonnerre - Maurice Béjart - Duke Ellington

### Ballet du Deutsche Oper am Rhein àDüsseldorf(danseuse étoile, 1964-1966)
- L'Oiseau de feu - Erich Walter - Igor Stravinsky
- Bach suite - Erich Walter - Jean Sébastien Bach
- Petrouchka - Erich Walter - Igor Stravinsky

### Koninklijke Vlaamse Opera, Anvers (danseuse étoile, 1966-1970)
- Cendrillon - André Leclair - Sergueï Prokofiev
- Les Deux Pigeons - André Leclair - André Messager
- Ode - André Leclair - Igor Stravinsky
- Pierlala - Jeanne Brabants - Daniël Sternefeld
- Pelléas en Mélisande - André Leclair - Arnold Schönberg
- Concerto d'Aranjuez - André Leclair - Joaquin Rodrigo
- Orfeus - André Leclair - CW van Gluck
- Hamlet - André Leclair - Boris Blacher
- Effecten - André Leclair - François Glorieux
- De fantastische jacht - André Leclair - Raymond Baervoets
- La Péri - André Leclair - Paul Dukas
- Op zoek naar... - André Leclair - Louis de Meester

### Ballet royal de Flandre  (danseuse étoile, 1970-1971)
- Scène d'amour - Maurice Béjart - Hector Berlioz

## L'enseignement
Après sa carrière de danseuse, Andrée Marlière devient professeure de danse, elle se spécialise dans la reconstruction et la répétition de chorégraphies : Cage of God, Pas de Six, Opus un, Ain Dor, Allegro Brillante, Kaleidoscope, After Eden, Brandenburg drie, Cantus Firmus, Dialogue, Peter and the Wolf, Carmina Burana, Sylvia, Les trois mousquetaires, . . .
En 1964, elle est engagée comme professeure et répétitrice des nouvelles chorégraphies à l'École de ballet de la ville d'Anvers. En 1970 elle rejoint le Koninklijk Ballet van Vlaanderen comme maîtresse de ballet et membre du Conseil d'administration.
De 1984 à 1989 est maîtresse de ballet au Badisches Staatstheater de Karlsruhe et, en 1989, elle revient à l'école de ballet d'Anvers pour enseigner le répertoire classique.
Andrée Marlière est sollicitée par plusieurs chorégraphes pour recréer et répéter leurs ballets. Elle étudie le rôle de chaque danseur et veille à ce qu'ils apprennent à danser selon les attentes des chorégraphes. Son expertise en la matière lui vaut de travailler avec plusieurs compagnies.
Après s'être retirée du monde de la danse, elle consacre son temps à sa deuxième passion, la peinture. Son travail est exposé en 2003 à la Galerij Paulus à Anvers, en 2005-2006 à la Galere Poort van Cyriel à Opdorp et au Centre culturel de Kollebloem en 2007,,.
Elle meurt le 10 janvier 2008 à l'hôpital Saint Augustin de Wilrijk d'un cancer. Elle est inhumée à Liezele où elle a vécu les dernière années de sa vie.
Une marque de vêtements de sport porte son nom.

## Filmographie
Andrée Marlière réalise la chorégraphie du film À perte de vue réalisé par Émile Degelin en 1995

## Sources et références
- (nl)/(en) Cet article est partiellement ou en totalité issu des articles intitulés en néerlandais « Andrée Marlière » (voir la liste des auteurs) et en anglais « Andrée Marlière » (voir la liste des auteurs).

1. 1 2  (nl) « Marlière, Andrée - de betekenis volgens Oosthoek Encyclopedie », sur www.ensie.nl (consulté le 2 octobre 2021)
2. 1 2  (nl) « Kunstenares-choreagrafe Andrée Marlière overleden », sur www.hln.be, 14 janvier 2008 (consulté le 2 octobre 2021)
3. ↑  « SARMA: Le ballet en Allemagne », sur sarma.be (consulté le 2 octobre 2021)
4. ↑  « ASP@sia - Les Quatre Fils Aymon-1963-1964 », sur www.aml-cfwb.be (consulté le 2 octobre 2021)
5. ↑  « HOF TER BOLLEN! », sur users.telenet.be (consulté le 2 octobre 2021)
6. ↑  (nl-BE) Patrick Poppe, « Gewezen topdanseres Andrée Marlière stelt theatraal werk tentoon », sur Gazet van Antwerpen (consulté le 2 octobre 2021)
7. ↑  (nl) Dirk Vanbelle | Artmajeur, « Kunstenaarsnieuws Dirk Vanbelle », sur www.artmajeur.com (consulté le 2 octobre 2021)
8. ↑  « "C'est comme avoir un enfant à 36 ans" », sur L'Echo, 19 septembre 2018 (consulté le 2 octobre 2021)
9. ↑  (en) « À perte de vue (1995) », sur BFI (consulté le 2 octobre 2021)